# آنیارا مونیوس
آنیارا مونیوس (اسپانیایی: Anniara Muñoz‎؛ زادهٔ ۲۴ ژانویهٔ ۱۹۸۰) بازیکن والیبال زن اهل کوبا است.